# El Quetzal
El Quetzal är en kommunhuvudort i Guatemala.   Den ligger i departementet Departamento de San Marcos, i den västra delen av landet, 140 km väster om huvudstaden Guatemala City. El Quetzal ligger 924 meter över havet och antalet invånare är 12 122.
Terrängen runt El Quetzal är huvudsakligen kuperad, men norrut är den bergig. Runt El Quetzal är det ganska tätbefolkat, med 166 invånare per kvadratkilometer. Närmaste större samhälle är Coatepeque, 9,1 km sydväst om El Quetzal. I omgivningarna runt El Quetzal växer i huvudsak städsegrön lövskog.